# 5-я Македонская ударная бригада
5-я Македонская Прилепская ударная бригада (сербохорв. Peta makedonska udarna brigada / Пета македонска ударна бригада, макед. Петта македонска ударна бригада) — воинское формирование Народно-освободительной армии Югославии, участвовавшее в Народно-освободительной войне на территории Вардарской Македонии.

## История
Создана 2 августа 1944 в местечке Влашки-Колиби близ села Сборско. В его составе числилось 750 человек из Прилепа и его пригородов: солдаты Велешско-Прилепского партизанского отряда имени Трайче Петкановски и батальона имени Мирче Ацева.
Боевое крещение бригада приняла с 12 по 13 августа в боях при Капиново и Богомиле, 25 августа вступила в бой за село Бреза, 28 августа дошла до Здуне. 10 сентября бригада вступила в состав 41-й Македонской дивизии, которая 23 сентября начала вести бои за Степанцы и Извор, 1 октября вошла в Големо-Коняри, со 2 по 6 октября сражалась за Иваневцы и Тройкрсти, а 13 октября взяла Буково и Прентов мост.
С 29 октября по 2 ноября бригада освобождала Прилеп, 5 ноября взяла Ресен, а 7 ноября вступила в Охрид. 25 декабря 1944 бригада вошла в состав 8-й Македонской дивизии.

## Известные военнослужащие
- Методий Поповский, командир (2 августа — середина октября 1944)
- Илия Йовановский, заместитель командира (2 — 28 августа 1944)
- Гьоре Велковский, политкомиссар (2 августа — середина октября 1944)
- Панде Ташковский, политкомиссар (с середины октября 1944)
- Любен «Люпта» Георгиевский, заместитель политкомиссара (2 августа — середина октября 1944)
- Пецо «Думбало» Атанасовский, заместитель политкомиссара (с середины октября 1944)
- Иван Бежиновский, начальник штаба
- Павле Игновский
- Александр Матковский
- Димитр «Мире» Стоянов
- Гьоре Гьореский
- Димитар Стоянов